# Hilarographa aurosa
Hilarographa aurosa es una especie de polilla de la familia Tortricidae.
Fue descrita científicamente por Diakonoff & Arita en 1976.